# Nebrioporus cooperi
Nebrioporus cooperi är en skalbaggsart som först beskrevs av Omer-cooper 1931.  Nebrioporus cooperi ingår i släktet Nebrioporus och familjen dykare. Inga underarter finns listade i Catalogue of Life.